# デフォルトゲートウェイ
コンピュータネットワークにおいてデフォルトゲートウェイ（default gateway）とは、内部ネットワークと外部ネットワークを接続するためのノードである。IPネットワークにおいて、経路が分からないIPアドレス宛のパケットは、デフォルトゲートウェイ又はデフォルトルートに転送される。一般的に、デフォルトゲートウェイはルーターである。

## 例

### 例1
以下のIPアドレスを持つ6つのホストがあるネットワークを考える。
- 192.168.4.3
- 192.168.4.4
- 192.168.4.5
- 192.168.4.6
- 192.168.4.7
- 192.168.4.8

ルーターの内側のアドレスは 192.168.4.1 、ネットワークのサブネットマスクは 255.255.255.0 （CIDR記法で/24）とする。
このサブネット内のホストに割り当てられるアドレス範囲は、192.168.4.1から192.168.4.254までである。192.168.4.0と192.168.4.255はTCP/IPにより特別な目的のために使用される。この範囲内のIPアドレス宛のパケットは、ルーターを介さずに直接宛先ホストへ送られる。これはAddress Resolution Protocol(ARP)によって宛先のIPアドレスがMACアドレスに解決できるためである。
この範囲外のIPアドレス、例えば192.168.12.3宛のパケットは、直接宛先へ送信することができない。その代わりにデフォルトゲートウェイ宛に送信することで、最終的な宛先に送られる。この例では192.168.4.1がデフォルトゲートウェイであり、これはサブネット内なのでARPによってIPアドレスがMACアドレスに解決される。パケットに記載された宛先IPアドレスは192.168.12.3のままであるが、宛先の物理アドレスはデフォルトゲートウェイのMACアドレスになる。

### 例2

例示のネットワークのトポロジー

右図のように、3つのルーターと3つのホストがあり、インターネットにルーター1を介して接続しているネットワークを考える。各ホストとルーターの設定は以下の通りである。
- ホスト1 10.1.1.100, デフォルトゲートウェイ 10.1.1.1
- ホスト2 172.16.1.100, デフォルトゲートウェイ 172.16.1.1
- ホスト3 192.168.1.100, デフォルトゲートウェイ 192.168.1.96

ルーター1:
- インターフェース1 5.5.5.2
- インターフェース2 10.1.1.1

ルーター2:
- インターフェース1 10.1.1.2
- インターフェース2 172.16.1.1

ルーター3:
- インターフェース1 10.1.1.3
- インターフェース2 192.168.1.96

すべてのネットワークのネットワークマスクは 255.255.255.0（CIDR記法で /24）である。
それぞれのルーターがどのネットワークに接続しているを検知するためにルーターがルーティングプロトコルを使わない場合、それぞれのルーターに以下のようにルーティングテーブルをあらかじめ設定しておく必要がある。
ルーター1
| ネットワークID              | ネットワークマスク | ゲートウェイ                                               | インターフェース            | コスト（TTLが減少） |
| --------------------------- | ------------------ | ---------------------------------------------------------- | --------------------------- | ------------------- |
| 0.0.0.0（デフォルトルート） | 0.0.0.0            | ISPにより指定されたデフォルトゲートウェイ（例えば5.5.5.1） | eth0 (Ethernet 1st adapter) | 10                  |
| 10.1.1.0                    | 255.255.255.0      | 10.1.1.1                                                   | eth1 (Ethernet 2nd adapter) | 10                  |
| 172.16.1.0                  | 255.255.255.0      | 10.1.1.2                                                   | eth1 (Ethernet 2nd adapter) | 10                  |
| 192.168.1.0                 | 255.255.255.0      | 10.1.1.3                                                   | eth1 (Ethernet 2nd adapter) | 10                  |

ルーター2
| ネットワークID              | ネットワークマスク | ゲートウェイ | インターフェース            | コスト（TTLが減少） |
| --------------------------- | ------------------ | ------------ | --------------------------- | ------------------- |
| 0.0.0.0（デフォルトルート） | 0.0.0.0            | 10.1.1.1     | eth0 (Ethernet 1st adapter) | 10                  |
| 172.16.1.0                  | 255.255.255.0      | 172.16.1.1   | eth1 (Ethernet 2nd adapter) | 10                  |

ルーター3
| ネットワークID              | ネットワークマスク | ゲートウェイ | インターフェース            | コスト（TTLが減少） |
| --------------------------- | ------------------ | ------------ | --------------------------- | ------------------- |
| 0.0.0.0（デフォルトルート） | 0.0.0.0            | 10.1.1.1     | eth0 (Ethernet 1st adapter) | 10                  |
| 192.168.1.0                 | 255.255.255.0      | 192.168.1.96 | eth1 (Ethernet 2nd adapter) | 10                  |

ルーター2は、それに取付けられたネットワークとデフォルトゲートウェイを管理する。ルーター3も同様にする。ルーター1は、内部のネットワークの中の全てのルートを管理する。

#### 内部リソースへのアクセス
ホスト2(172.16.1.100)からホスト3(192.168.1.100)へアクセスしようとするとき、ホスト2は192.168.1.100へのルートの情報を持っていないので、ホスト2はデフォルトゲートウェイ（ルーター2）にホスト3宛のパケットを送信する。ルーター2もホスト3へのルートの情報を持っていないので、デフォルトゲートウェイ（ルーター1）にパケットを送信する。ルーター1は192.168.1.100が属するネットワーク(192.168.1.0/24)へのルートの情報を持っているので、それに従ってルーター3へパケットを送信する。ルーター3もホスト3へのルートの情報を持っているので、ホスト3へパケットを送信する。ホスト2への応答のパケットは、同じルートを逆にたどる。

#### 外部リソースへのアクセス
このネットワークの内部のホストからインターネットのWebページ（例えば http://en.wikipedia.org ）にアクセスする場合、まずDNSによって宛先のIPアドレスを解決し、宛先IPアドレス 91.198.174.2 （例）を得る。ネットワーク内のどのルーターもこのホストまでのルートを知らないので、パケットはルーター1まで送られる。ルーター1はデフォルトゲートウェイである5.5.5.1にパケットを送信する。その後も、パケットが送られたルーターは、パケットの宛先IPアドレスが既知のネットワークルートにマッチするかどうか調べ、合致するならそのルートへ送信し、合致するものがなければそのルーターのデフォルトゲートウェイに送信する。これを繰り返すことで、パケットは目的のホストに送られる。

#### 戻って来ないパケット
ルーター1が192.168.1.0/24のルートの情報を持っておらず、ホスト3からネットワーク外のリソースへのアクセスしようとした時、応答がルーター1に帰ってきても192.168.1.0/24へのルートの情報を持っていないので、ルーター1のデフォルトゲートウェイに送信してしまい、ホスト3には届かない。パケットがノードを通過するたびにTTLが減少し、0以下になると破棄される。